# Tribunal

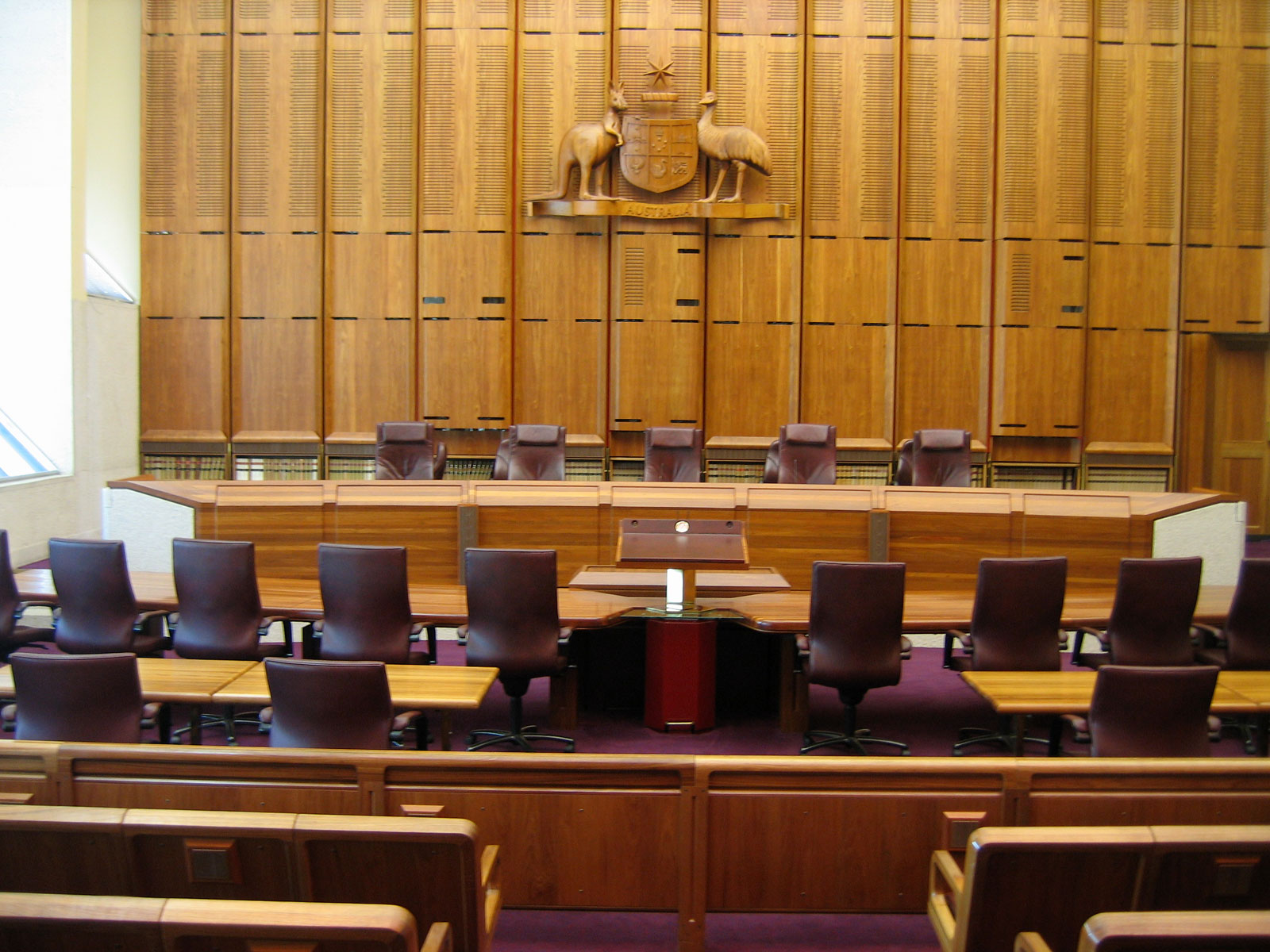
Tribunal din Australia

Tribunalul este un organ de justiție care rezolvă litigiile dintre mai multe părți. În general, deciziile sunt luate de judecători, jurați sau de un magistrat.

## Etimologie
Cuvântul provine din limba latină și franceză, de la cuvântul identic cu cel din română, tribunal.

## Tribunale internaționale
- Curtea Europeană a Drepturilor Omului
- Curtea Internațională de Justiție
- Curtea Penală Internațională
- Curtea Permanentă de Justiție Internațională

## În România

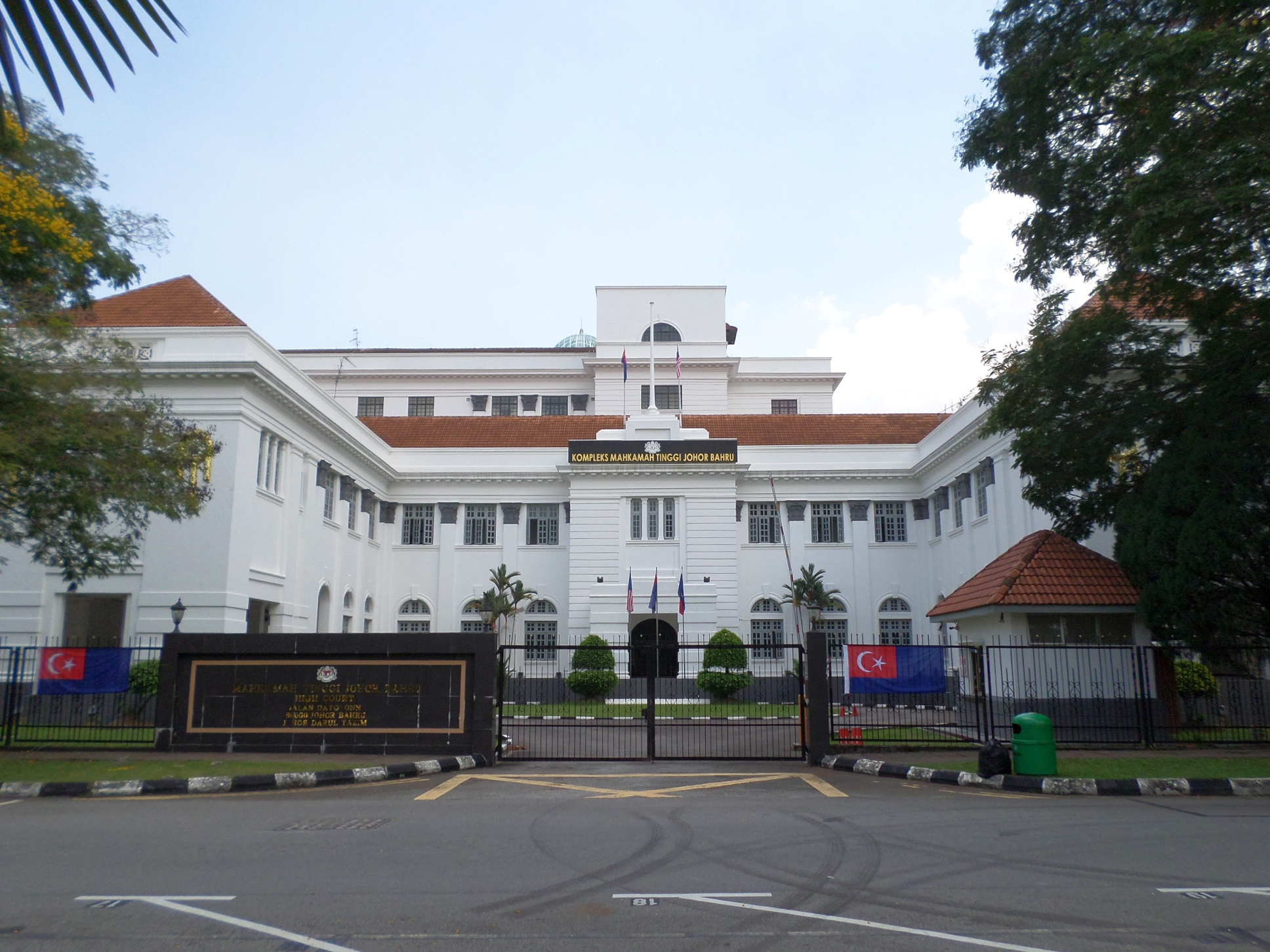
Tribunal

În România, tribunalul este o instanță intermediară între judecătorie și curtea de apel, care își întindea jurisdicția asupra unui județ, condus de câtre un președinte și ajutat de 1-3 vicepreședinți.
Un tribunal poate avea minimum doua secții. Astfel în cadrul său se pot înființa urmatoarele tipuri de secții: civile, penale, comerciale, cu minori și de familie, de contencios administrativ și fiscal, secții privind litigiile de muncă și de asigurări sociale, precum și, în raport cu natura și numărul cauzelor, secții maritime și fluviale sau pentru alte materii.
Potrivit art. 36 alin. (3) din Legea nr. 304/2004 privind organizarea judiciară, se pot înființa secții și complete specializate. Aceste secții și complete specializate sunt folosite de către instanțele cu volum mic de cauze ce privesc litigii de muncă și asigurări sociale, la care nu există astfel de secții.
In Romania exista de asemenea si trei tribunale specializate: Tribunalul Specializat Argeș, Tribunalul Specializat Cluj si Tribunalul Specializat Mures. De asemenea exista un singur Tribunal pentru minori si familie situat in orasul Brasov.
Presedintele Tribunalului Specializat Arges este domnul judecator Ciprian Tiţa

### Competență
1. Judecă în primă instanță:
a) infracțiunile prevăzute de Codul penal în art. 174 - 177, art. 179, art. 189 alin. 3 - 5, art. 197 alin. 3, art. 211 alin. 3, art. 212 alin. 3, art. 215 alin. 5, art. 254, art. 255, art. 257, art. 266 - 270, art. 2791, art. 312 și art. 317, precum și infracțiunea de contrabandă, dacă a avut ca obiect arme, muniții sau materii explozive ori radioactive;
b) infracțiunile săvârșite cu intenție, care au avut ca urmare moartea sau sinuciderea victimei;
c) infracțiunea de spălare a banilor, precum și infracțiunile privind traficul și consumul ilicit de droguri;
d) infracțiunea de bancrută frauduloasă, dacă fapta privește sistemul bancar;
d1) infracțiunile la regimul drepturilor de proprietate intelectuală și industrială;
e) alte infracțiuni date prin lege în competența sa;
2. ca instanță de recurs, judecă recursurile împotriva hotărârilor penale pronunțate de judecătorii în cazurile anume prevăzute de lege;
3. soluționează conflictele de competență ivite între judecătoriile din circumscripția sa, precum și alte cazuri anume prevăzute de lege.